# 木津駅 (兵庫県)

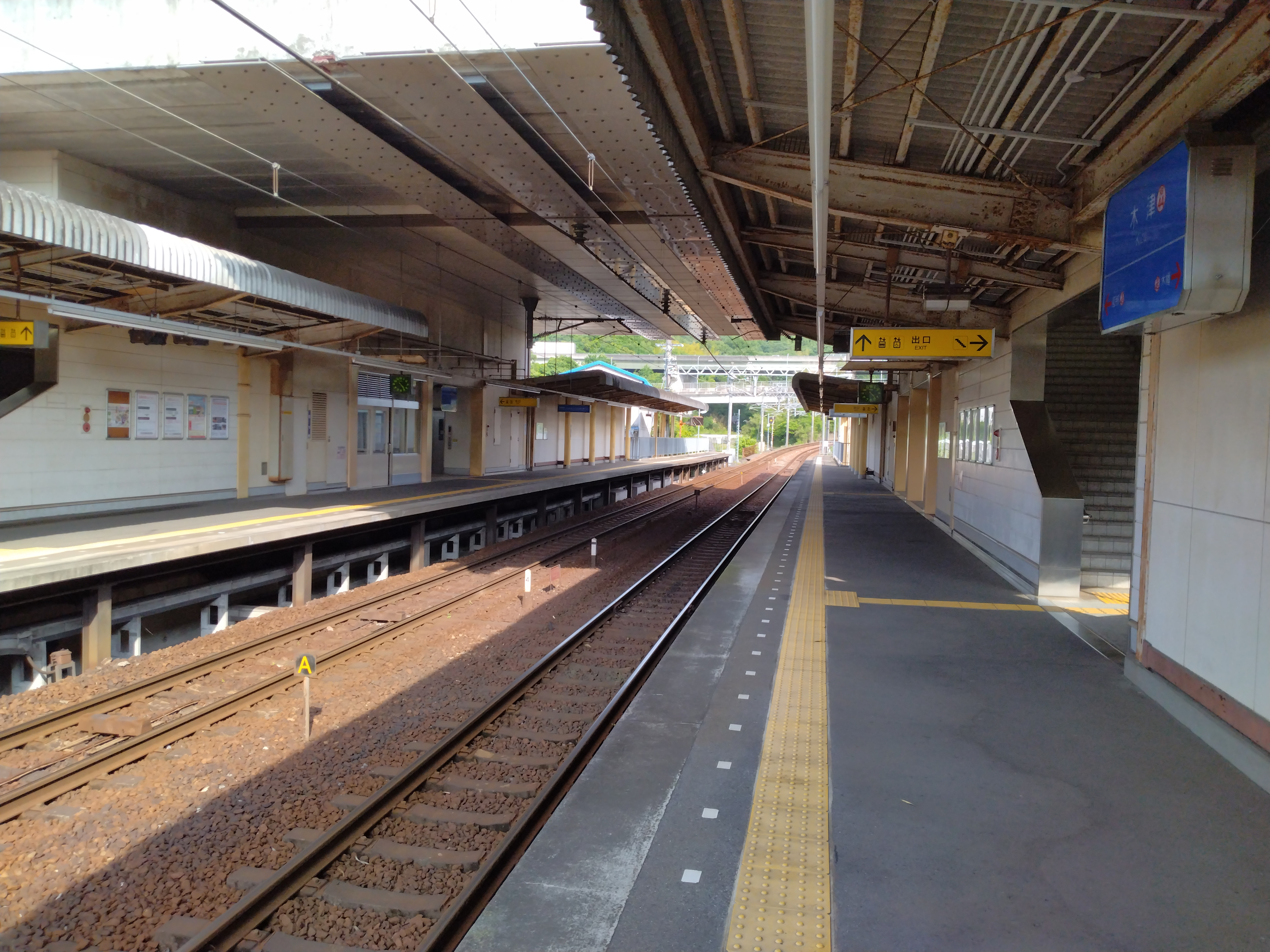
プラットホーム

木津駅（きづえき）は、兵庫県神戸市西区押部谷町木津字勝田にある、神戸電鉄粟生線の駅。駅番号はKB44。
隣の藍那駅までは3.4 kmと、粟生線では駅間距離が一番長い。 

## 歴史
- 1937年（昭和12年）4月27日：三木電気鉄道の藍那 - 押部谷間に木津駅として開業[1][6]。
- 1947年（昭和22年）1月9日：神戸有馬電気鉄道により合併され、神有三木電気鉄道（のちに神戸電鉄）の駅となる。
- 1952年（昭和27年）10月1日：電鉄木津駅に改称[1]。
- 1988年（昭和63年）4月1日：木津駅に改称[1]。
- 1999年（平成11年）8月2日：橋上駅舎化[1][2]。

## 駅構造
相対式ホーム2面2線を有する地上駅。橋上駅舎を持つ。ホーム有効長は5両。
沿線光ネットワークに接続された駅務遠隔システムが導入されており、センター駅から自動券売機、自動改札機、自動精算機、TVカメラ、インターホン、シャッターが遠隔操作される。そのため駅員巡回駅となっており、構内売店も設けられていない。
上下線の各ホームにエレベータが設置されている。

### のりば
| ホーム | 路線   | 方向 | 行先       |
| ------ | ------ | ---- | ---------- |
| 1      | 粟生線 | 下り | 粟生方面   |
| 2      | 粟生線 | 上り | 新開地方面 |

## 利用状況
2009年に開催された第1回　神戸電鉄粟生線活性化協議会の資料によると、1日当たりの平均乗降人員は1999年の324人に対し、2008年は707人と、利用客の減少が続く粟生線で唯一増加している。
1日あたりの乗車人員 666人（2022年度）
近年の1日平均乗車人員は下表のとおりである。
| 年度               | 1日平均 乗車人員 |
| ------------------ | ---------------- |
| 2005年（平成17年） | 268              |
| 2006年（平成18年） | 285              |
| 2007年（平成19年） | 296              |
| 2008年（平成20年） | 342              |
| 2009年（平成21年） | 332              |
| 2010年（平成22年） | 340              |
| 2011年（平成23年） | 347              |
| 2012年（平成24年） | 332              |
| 2013年（平成25年） | 359              |
| 2014年（平成26年） | 392              |
| 2015年（平成27年） | 475              |
| 2016年（平成28年） | 540              |
| 2017年（平成29年） | 553              |
| 2018年（平成30年） | 567              |
| 2019年（令和元年） | 607              |
| 2020年（令和02年） | 586              |
| 2021年（令和03年） | 617              |
| 2022年（令和04年） | 666              |

## 駅周辺
産業団地開発にあわせて橋上駅となり、駅から産業団地まで専用歩道橋で結ばれている。
- 神戸複合産業団地
- 顕宗仁賢神社（顕宗天皇・仁賢天皇を祭神とする）[1]
- 木津の磨崖仏
- 山陽自動車道・神戸淡路鳴門自動車道神戸西インターチェンジ
- 神戸市資源リサイクルセンター・こうべ環境未来館
- 神戸西インター自動車学校
- 六甲国際ゴルフ倶楽部（北東に約2 km）

毎年6月に行なわれる「宮里藍 サントリーレディスオープンゴルフトーナメント」では、当駅と谷上駅が最寄り駅となるため、開催期間中は観戦客で混雑するほか、昼間の急行列車も当駅に臨時停車する。
昼間の急行の設定が無くなった現行ダイヤでは、西鈴蘭台止まりの列車を押部谷までの延長運転で対応している。

## バス路線
2017年10月1日にバス路線が新設された。
| 停留所名 | 運行事業者 | 路線名・系統・行先   |
| -------- | ---------- | -------------------- |
| 木津駅   | 神姫バス   | - 17系統：西神中央駅 |

## 隣の駅
神戸電鉄
■粟生線
■準急・■普通
藍那駅 (KB43) - （川池信号所） - 木津駅 (KB44) - （見津信号所） - 木幡駅 (KB45)